# Дарвин (тауншип, Миннесота)
Дарвин (англ. Darwin) — тауншип в округе Микер, Миннесота, США. На 2000 год его население составило 713 человек.

## География
По данным Бюро переписи населения США площадь тауншипа составляет 91,6 км², из которых 83,9 км² занимает суша, а 7,6 км² — вода (8,35 %).

## Демография
По данным переписи населения 2000 года здесь находились 713 человек, 281 домохозяйство и 218 семей. Плотность населения —  8,5 чел./км². На территории тауншипа расположено 382 постройки со средней плотностью 4,6 построек на км². Расовый состав населения: 97,76 % белых, 0,28 % коренных американцев, 0,14 % азиатов, 1,26 % — других рас США и 0,56 % приходится на две или более других рас. Испанцы или латиноамериканцы любой расы составляли 1,54 % от популяции тауншипа.
Из 281 домохозяйства в 29,9 % воспитывались дети до 18 лет, в 68,3 % проживали супружеские пары, в 6,0 % проживали незамужние женщины и в 22,1 % домохозяйств проживали несемейные люди. 17,8 % домохозяйств состояли из одного человека, при том 8,5 % из — одиноких пожилых людей старше 65 лет. Средний размер домохозяйства — 2,54, а семьи — 2,79 человека.
21,9 % населения — младше 18 лет, 6,3 % — в возрасте от 18 до 24 лет, 25,2 % — от 25 до 44, 28,1 % — от 45 до 64, и 18,5 % — старше 65 лет. Средний возраст — 43 года. На каждые 100 женщин приходилось 100,3 мужчин.  На каждые 100 женщин старше 18 приходилось 105,5 мужчин.
Средний годовой доход домохозяйства составлял 41 818 долларов, а средний годовой доход семьи —  43 594 доллара. Средний доход мужчин — 36 406 долларов, в то время как у женщин — 25 000. Доход на душу населения составил 20 763 доллара. За чертой бедности находились 5,0 % семей и 6,8 % всего населения тауншипа, из которых 7,6 % младше 18 и 10,2 % старше 65 лет.